# Emmanuel Suhard
Emmanuel Suhard (Brains-sur-les-Marches, Mayenne, 5 de abril de 1874-París, 30 de mayo de 1949) fue un cardenal católico francés. Obispo de Bayeux y Lisieux (1928), arzobispo de Reims (1930), cardenal (1935) y finalmente, Arzobispo de París (1940) durante todo el período de ocupación por los ejércitos del Tercer Reich.
El cardenal Suhard denunció en septiembre de 1939 el “racismo hitleriano”. Durante la Ocupación de Francia por las Fuerzas del Eje, permaneció “bastante inclinado al petainismo”, practicó la “lealtad sin sumisión” al régimen de Vichy, dejando al mismo tiempo la libertad de conciencia. La censura prohibió sus declaraciones publicadas en el boletín diocesano. No protestó de forma contundente para evitar represalias contra sacerdotes y población cristiana. Los nazis le exigieron que expresara su docilidad al nacionalsocialismo, pero dicho apoyo nunca llegó.
Dio la bienvenida al mariscal Pétain (abril de 1944) en París y también asistió al funeral nacional del colaborador Philippe Henriot. El 26 de agosto de 1944 se le prohibió recibir en la  catedral de Notre-Dame al general de Gaulle, quien decidió recibirlo el 20 de septiembre tras la visita de monseñor Pierre-Marie Théas, que había apoyado a la resistencia.
Con la Asamblea de Cardenales y Arzobispos de Francia (ACA), fundó la Misión de Francia en Lisieux. Posteriormente creó la Misión de París y la comunidad de Saint-Séverin. Acompañó también la experiencia de los sacerdotes-obreros (“un muro separa el mundo del trabajo de la Iglesia, este muro hay que derribarlo”).
En 1997, durante la proclamación de Santa Teresa de Lisieux como Doctora de la Iglesia, el Papa Juan Pablo II citó al Cardenal Suhard y a la Misión de Francia.

## Biografía

### Educación durante su juventud
Emmanuel Suhard nació en Brains-sur-les-Marches, Mayenne. Hijo de Emmanuel Suhard (fallecido en mayo de 1874) y su esposa Jeanne Marsollier. Suhard ingresó en el seminario menor (octubre de 1888) y mayor (6 de octubre de 1892) en Laval. Luego fue a Roma para estudiar en el Pontificio Seminario Francés y en la Pontificia Universidad Gregoriana, donde recibió una medalla de oro por sus calificaciones. De la Gregoriana también obtuvo doctorados en Filosofía y Teología, y una licenciatura en Derecho Canónico. Fue ordenado sacerdote el 18 de diciembre de 1897, en la capilla privada del cardenal Lucido Parocchi, y posteriormente, concluyó sus estudios en 1899.

### Labor pastoral
Al regresar de Roma en junio de 1899, Suhard fue nombrado profesor de Filosofía en el Seminario de Laval el 30 de septiembre siguiente. Comenzó a enseñar Teología en 1912 y fue nombrado vicerrector del seminario en 1917. Y posteriormente, canónigo titular de la catedral de Laval (1919)

### Obispo
El 6 de julio de 1928, Suhard fue nombrado obispo de Bayeux-Lisieux por el Papa Pío XI. Recibió su consagración episcopal el 3 de octubre siguiente de manos del obispo Eugène Grellier, con los obispos André du Bois de La Villerabel y Constantin Chauvin como co-consagrantes.
Pío XI le nombró arzobispo de Reims el 23 de diciembre de 1930 y lo creó cardenal en el consistorio del 16 de diciembre de 1935. Suhard fue uno de los cardenales electores que participó en el cónclave papal de 1939 que eligió al Papa Pío XII, quien lo nombró Arzobispo de París el 11 de mayo de 1940.
Durante la Segunda Guerra Mundial, el cardenal fue detenido brevemente en su residencia arzobispal por las fuerzas alemanas el 26 de junio de 1940. Posteriormente envió un despacho a Hitler el 26 de octubre de 1941 para salvar a los rehenes de Nantes y Châteaubriant. Fue partidario de Philippe Petain y presidió una serie de servicios casi políticos en la catedral de Notre-Dame durante la guerra, incluido un servicio para las víctimas de los bombardeos de la RAF al que asistió Petain, a quien el cardenal saludó a su llegada, en abril de 1944. Suhard también presidió el funeral, nuevamente en Notre-Dame, de Philippe Henriot, quien había sido asesinado en su oficina por terroristas.
Fue presidente de la Asamblea de Cardenales y Arzobispos de Francia (1945-1948) y, por tanto, portavoz de la Iglesia en Francia. Posteriormente ocupó el cargo de vicepresidente de la asamblea, bajo el cardenal Achille Liénart, hasta 1949.
Suhard falleció en París, a los 75 años. Fue enterrado en la cripta de los arzobispos en la Catedral de Notre-Dame el 8 de junio de 1949.

## Legado
Como la mayoría del clero francés durante ese tiempo, Suhard inicialmente apoyó al gobierno de Vichy del mariscal Pétain. En julio de 1942, durante la deportación de los judíos de París, apeló a Pétain para que mantuviera "las exigencias de la justicia y los derechos de la caridad". Posteriormente, las tropas nazis alemanas lo confinaron en su palacio durante algún tiempo.
Sin embargo, Charles de Gaulle no quedó impresionado por el historial de guerra de Suhard. Al regresar a París en agosto de 1944, De Gaulle excluyó a Suhard del servicio en Notre Dame de París y se negó a reunirse con él, hasta septiembre de ese año.
El cardenal influyó en el establecimiento de la Prelatura Territorial de la Misión de Francia y el movimiento obrero-sacerdotal. Con la ayuda de dos capellanes de las Juventud Obrera Católica, Henri Godin e Yvan Daniel, lanzó la Misión de París (1-VII-1943), con la idea de evangelizar a la población francesa obrera, en sus propios barrios obreros. Para ello se ocupó de buscar sacerdotes y laicos, y dedicó algunos templos, que dejaron de ser parroquias.
Esta cita se le atribuyó a través de Madeleine L'Engle. “Ser testigo no consiste en hacer propaganda, ni siquiera en agitar a la gente, sino en ser un misterio viviente. Significa vivir de tal manera que la propia vida no tendría sentido si Dios no existiera”.
Se le atribuye otra cita de The Changing Face of the Priesthood de Donald Cozzens: "Uno de los primeros servicios del sacerdote al mundo es decir la verdad".